# Nansō Satomi Hakkenden

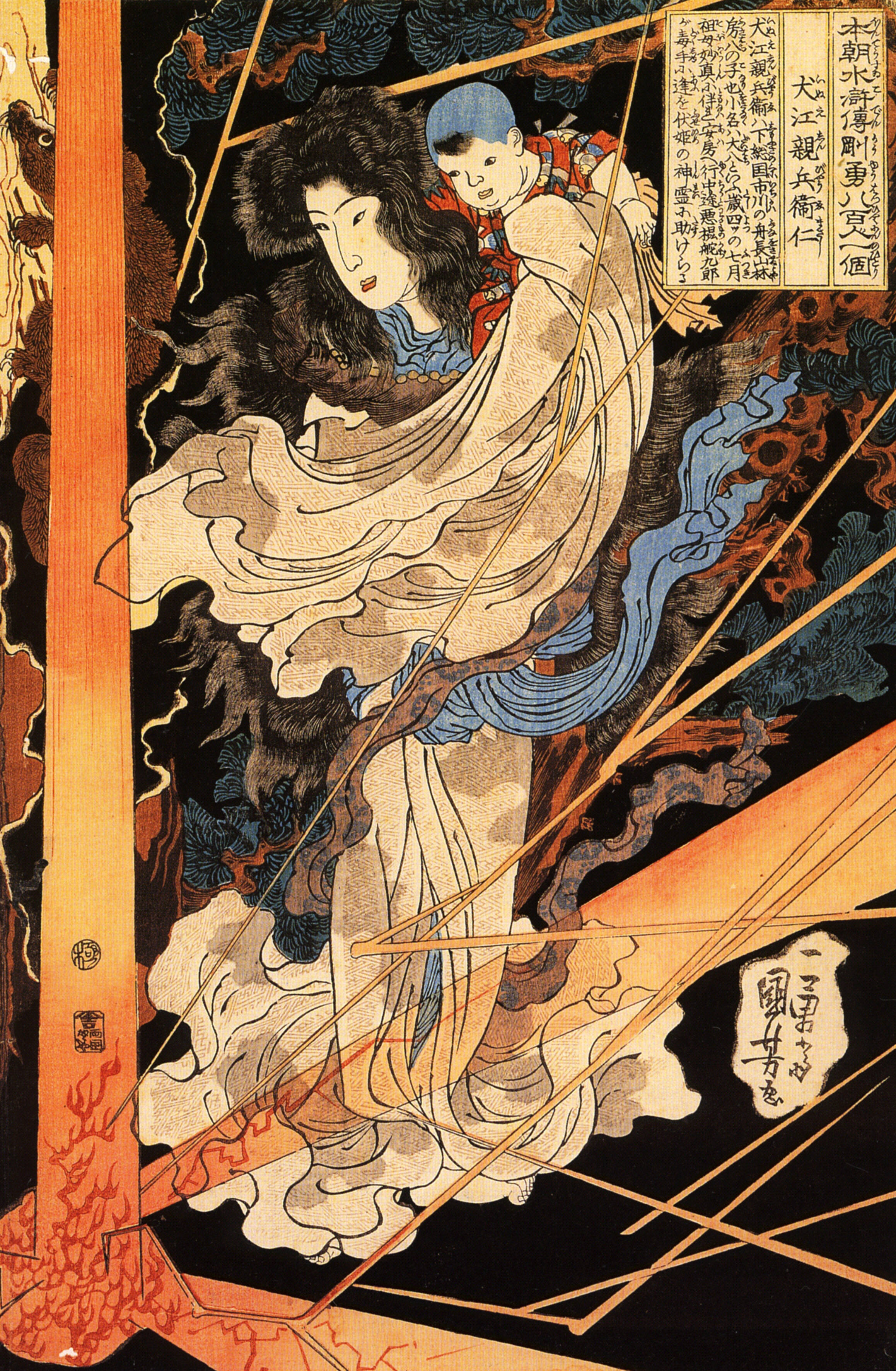
Gravura de Utagawa Kuniyoshi retratando a princesa Fuse a salvar Inue Shimbyoe Masahi de um trovão, uma das cenas de "Nansō Satomi Hakkenden".

Nansō Satomi Hakkenden (em kyūjitai: 南總里見八犬傳; em shinjitai: 南総里見八犬伝, forma antiga e moderna de kanji, respectivamente) é uma novela épica japonesa de 106 volumes, de autoria de Kyokutei Bakin. Tais volumes foram escritos e publicados em meio a um intervalo de quase trinta anos  (1814 a 1842). Bakin ficou cego antes de finalizar a história, tendo de ditar as partes finais para sua nora Michi. O título tem sido traduzido para o português como "Crônicas dos oito cães de Satomi de Nanso".